# Green Mansions
Green Mansions is een film uit 1959 geregisseerd door Mel Ferrer. De film is gebaseerd op het boek van William Henry Hudson.

## Verhaal
Abel woont in een oerwoud na de dood van zijn vader die vermoord is door zijn politieke opstand. Hij zoekt goud om zo zijn wraakactie te kunnen veroorloven. Op een dag ontmoet hij Rima. Hij wordt verliefd op haar, waardoor zijn leven drastisch verandert...

## Rolverdeling
| Acteur           | Personage |
| ---------------- | --------- |
| Anthony Perkins  | Abel      |
| Audrey Hepburn   | Rima      |
| Lee J. Cobb      | Nuflo     |
| Henry Silva      | Kua-Ko    |
| Nehemiah Persoff | Don Panta |